# Memoriał Agaty Mróz-Olszewskiej
Memoriał Agaty Mróz-Olszewskiej - turniej towarzyski poświęcony pamięci zmarłej reprezentantki Polski w piłce siatkowej - Agacie Mróz-Olszewskiej. Odbywa się co roku począwszy od 2009.
|                                      |  |
| Memoriał Agaty Mróz-Olszewskiej 2010 |  |

## Medalistki Memoriałów Agaty Mróz-Olszewskiej
| Lp.  | Rok  | Gospodarz        | Złoto                       | Srebro                             | Brąz                        |
| ---- | ---- | ---------------- | --------------------------- | ---------------------------------- | --------------------------- |
| I    | 2009 | Katowice         | BKS Aluprof Bielsko-Biała   | Bank BPS Muszynianka Fakro Muszyna | Palma Volley Mallorca       |
| II   | 2010 | Katowice         | Polska                      | Serbia                             | Chorwacja                   |
| III  | 2011 | Dąbrowa Górnicza | Rosja                       | Polska                             | Chorwacja                   |
| IV   | 2012 | Katowice         | Dinamo Moskwa               | Tauron MKS Dąbrowa Górnicza        | Crvena Zvezda Belgrad       |
| V    | 2016 | Dąbrowa Górnicza | Zarieczje Odincowo          | Tauron MKS Dąbrowa Górnicza        | CSM Bukareszt               |
| VI   | 2017 | Dąbrowa Górnicza | Tauron MKS Dąbrowa Górnicza | Hapoel Kfar-Saba                   | Linamar Bekescsabai RSE     |
| VII  | 2018 | Dąbrowa Górnicza | Volleyball Wrocław          | KSZO Ostrowiec Świętokrzyski       | Tauron MKS Dąbrowa Górnicza |
| VIII | 2019 | Wrocław          | Volleyball Wrocław          | Enea PTPS Piła                     | Minczanka Mińsk             |
| IX   | 2021 | Wrocław          | Volleyball Wrocław          | Energa MKS Kalisz                  | Dukla Liberec               |
| X    | 2022 | Bielsko-Biała    | BKS Bostik Bielsko-Biała    | Grot Budowlani Łódź                | TJ Ostrava                  |
| XI   | 2023 | Mielec           | ŁKS Commercecon Łódź        | Dresdner SC                        | ITA Tools Stal Mielec       |
| XII  | 2024 | Mielec           | Serbia                      | Polska                             | Dominikana                  |

## Prawa telewizyjne
Memoriał Agaty Mróz Olszewskiej można oglądać na kanałach Polsat Sport, a także online na platformie Polsat Box Go.